# Marco Maggioni
Marco Maggioni (Mede, 7 gennaio 1979) è un politico italiano.

## Biografia

### Elezione a deputato
Consigliere comunale di Valle Lomellina dal 2002 al 2012, ha ricoperto anche la carica di assessore dal 2002 al 2007.
Nel 2010 è proclamato deputato della XVI legislatura della Repubblica Italiana nella circoscrizione Lombardia 3 per la lega Nord in sostituzione di Andrea Gibelli. Ricandidato nel 2013, non è rieletto.
Torna a Montecitorio nel 2018, quando viene rieletto deputato nella circoscrizione Lombardia 4.